# 贝拉克 (热尔省)
贝拉克（法語：Berrac，法語發音：[bɛʁak]）是法国热尔省的一个市镇，位于该省北部，属于孔东区和热尔洛马涅市镇公共社区。

## 地理
贝拉克（44°0'46"N, 0°32'59"E）面积7.99 平方千米，位于法国奧克西塔尼大區热尔省，该省份为法国西南部内陆省份，北起顺时针与洛特-加龙省、塔恩-加龙省、上加龙省、上比利牛斯省、大西洋比利牛斯省和朗德省接壤。
与贝拉克接壤的市镇（或旧市镇、城区）包括：拉罗克昂加兰、普伊罗克洛尔、拉罗米约、圣马丹德戈伊讷、圣梅扎尔。

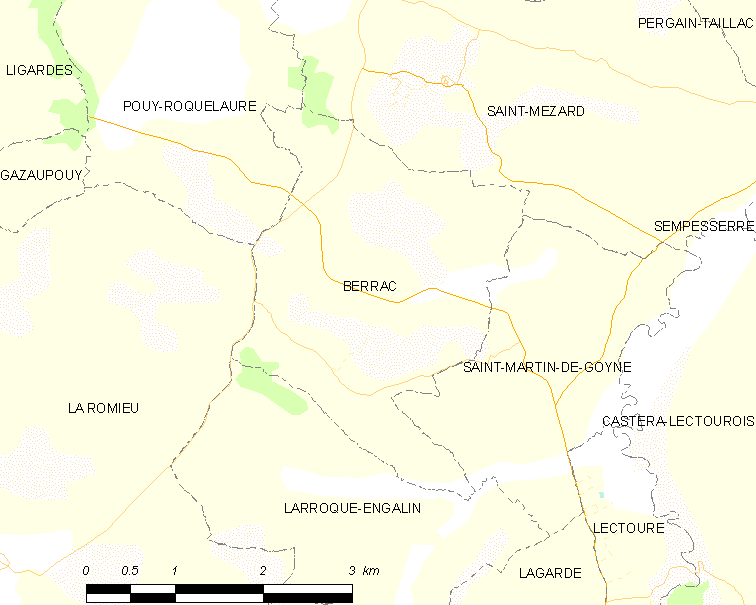
的OSM定位图

贝拉克的时区为UTC+01:00、UTC+02:00（夏令时）。

## 行政
贝拉克的邮政编码为32480，INSEE市镇编码为32047。

## 政治
贝拉克所属的省级选区为莱克图尔-洛马涅县。

## 人口

1962-2008年间人口变化图示

贝拉克于2022年1月1日时的人口数量为114人。